# Claude Paquette
Claude Paquette, né en 1945 est un peintre et un sculpteur habitant en Gaspésie au Québec (Canada)[pertinence contestée].

## Biographie
Claude Paquette a atteint un rayonnement outre-frontières, aux États-Unis et en Europe. Il est l’un des plus prestigieux ambassadeurs artistiques de l’Est du Québec.
Sa touche personnelle, son coup de pinceau volontaire, assuré et mature ont fait de lui l’un des peintres les plus connus et reconnus du Bas-Saint-Laurent et de la péninsule gaspésienne. La Gaspésie, avec ses paysages uniques de grandeur sauvage et de mystérieuse lumière, l’habite, le fascine et l'inspire. Ses tableaux en témoignent à merveille. 

## Hommage de la compagnie Ovale
La compagnie Ovale, au premier rang de l’industrie avicole au Québec, avec un chiffre d’affaires de 65 M $ et détenant 40 % du marché québécois, lui a rendu hommage pour la qualité et l’ensemble de son œuvre en reproduisant un de ses tableaux sur ses emballages de douzaines d’œufs.
Dorénavant, dans chaque foyer du Bas-Saint-Laurent et de la Gaspésie, tous peuvent admirer un Paquette chez œufs ! Le tableau choisi par Ovale est une acrylique de style impressionniste de format 60 × 80 cm, intitulée Haute-Gaspésie.